# Campeonato Mundial de Ciclismo en Ruta de 2027
El XCIV Campeonato Mundial de Ciclismo en Ruta se realizará en Alta Saboya (Francia) en el año 2027, bajo la organización de la Unión Ciclista Internacional (UCI) y la Unión Ciclista de Francia.
El campeonato constará de carreras en las especialidades de contrarreloj y de ruta, en las divisiones élite masculino, élite femenino, masculino sub-23 y femenino sub-23; además se disputará una carrera por relevos mixtos. En total se otorgarán nueve títulos de campeón mundial.